# تعلم بالتحقق
يُستخدم التعلم بالتحقق في سكروم وهي إحدى طرق تطوير البرمجيات. اقترح إريك رييس هذا المصطلح في عام 2011، وهو عبارة عن وحدة من إجراء عمليات استباقية تشمل وصف طرق التعلم والتي أنشئت عن طريق تجربة فكرة أولية ومن ثم قياسها بناء على الزبائن المحتملين لغاية التحقق من التأثير. كل اختبار لفكرة ما هو الا تكرار في عملية أوسع تضم العديد من التكرارات، يتم فيها تعلم شيء ما ثم تطبيقه على الاختبارات اللاحقة. دُرج هذا المصطلح في مايعرف بـ بدء التعلم ويمكن استخدامه عمومياً.    
يعتبر التعلم بالتحقق شائعاً بشكل خاص على الويب، فمن خلاله يتتبع برنامج التحليلات تصرفات الزائر ليعطي احصائيات دقيقة ولمحة حول كيفية عمل مزايا موقع الويب في الواقع، وغير أنّه يمكن تطبيقه على أي شيء، فعلى المرء ان يكون مبتكرًا فحسب بشأن ما يستخدمه كالمقاييس على سبيل المثال.

## الخطوات النموذجية في التعلم بالتحقق
- حدد هدفًا
- حدد قياسًا يمثل الهدف
- اعمل على تحقيق الهدف
- قس هدفك - هل اقتربت من الهدف ؟
- حسن من نفسك وحاول مرة أخرى

### بصيغة أخرى مختلفة
- تحقق من صحة الافتراضات المهمة بشكل أسرع Agile Principles: Chapter 3 أديسون - ويزلي 10-6-2019.
- استفد من حلقات التعلم المتزامنة المتعددة Post-agile approaches - agile for the real world يوفيل - يريت 10-6-2019.
- نظم سير العمل للحصول على ردود التغذية الراجعة بشكل أسرع How to Use Fast Feedback Loops أكسوفوت ذ.م.م. 10-6-2019.

لتحدد هدفًا ذكيًا قد يفي الغرض.